# Municipio de Pisaflores
El municipio de Pisaflores es uno de los ochenta y cuatro municipios que conforman el estado de Hidalgo, México. La cabecera municipal y localidad más poblada es Pisaflores.
El municipio se localiza al norte del territorio hidalguense entre los paralelos 21° 8′ y 21° 19′ de latitud norte; los meridianos 98° 53′ y 99° 5′ de longitud oeste; con una altitud entre 200 y 1500 m s. n. m. Este municipio cuenta con una superficie de 188.11 km², y representa el 0.90 % de la superficie del estado; dentro de las regiones geográficas de la Huasteca hidalguense y la Sierra Gorda.
Colinda al norte con el municipio de Xilitla (San Luis Potosí); al este con los municipios de Matlapa (San Luis Potosí), Tamazunchale (San Luis Potosí) y Chapulhuacán (Hidalgo); al sur con los municipios de Chapulhuacán (Hidalgo) y La Misión (Hidalgo); y al oeste con el municipio de Landa de Matamoros (Querétaro).

## Toponimia
El nombre se le dio debido a la abundancia del palo de rosa, en primavera las flores se acumulan en el suelo.

## Geografía

### Relieve e hidrográfica
En cuanto a fisiografía se encuentra dentro de la provincia Sierra Madre Oriental; dentro de la subprovincia de Carso Huasteco. Su territorio es completamente sierra.
En cuanto a su geología corresponde al periodo cretácico (76.0%), jurásico (22.62%) y cuaternario (1.0%). Con rocas tipo sedimentaría: caliza (75.0%) y caliza-lutita (23.62%) Suelo: aluvial (1.0%). En cuanto a edafología el suelo dominante es luvisol (55.62%) y leptosol (44.0%).
En lo que respecta a la hidrología se encuentra posicionado en la región hidrológica del Pánuco; en las cuencas del río Moctezuma; dentro de las subcuenca del río Moctezuma (62.0%) y río Axtla (38.0%). El municipio cuenta también un gran número de arroyos naturales y manantiales de aguas cristalinas.

### Clima
El territorio municipal se encuentran los siguientes climas con su respectivo porcentaje: Semicálido húmedo con lluvias todo el año (50.0%), semicálido subhúmedo con lluvias en verano, de mayor humedad (33.0%), cálido subhúmedo con lluvias en verano, de mayor humedad (14.0%), cálido subhúmedo con lluvias en verano, de menor humedad (1.0%), semicálido subhúmedo con lluvias en verano, de humedad media (1.0%) y semicálido húmedo con abundantes lluvias en verano (1.0%). Con una temperatura media anual de 26 °C.

### Ecología
La flora en el municipio existe una gran cantidad de cedro rojo y blanco, palo de rosa, palo escrito, encino, mora, somerio, chijol, ceiba, framboyán, jacarandas y camelinas de diferentes colores. La fauna se comprende animales como, tlacuaches, armadillos, ardillas, tejones, conejos, tuzas, ratones, gatos, perros, vacas, mulas, caballos, burros, borregos y puercos. También encontramos algunas especies de aves como: águilas, lechuzas, tecolotes, gavilanes, clarín, urracas, gallinas y guajolotes.

## Demografía

### Población
De acuerdo a los resultados que presentó el Censo Población y Vivienda 2020 del INEGI, el municipio cuenta con un total de 18 723 habitantes, siendo 9109 hombres y 9614 mujeres. Tiene una densidad de 99.5 hab/km², la mitad de la población tiene 23 años o menos, existen 94 hombres por cada 100 mujeres.
El porcentaje de población que habla lengua indígena es de 1.03 %, y el porcentaje de población que se considera afromexicana o afrodescendiente es de 0.13 %. Tiene una Tasa de alfabetización de 98.7 % en la población de 15 a 24 años, de 80.5 % en la población de 25 años y más. El porcentaje de población según nivel de escolaridad, es de 15.4 % sin escolaridad, el 66.4 % con educación básica, el 13.9 % con educación media superior, el 4.2 % con educación superior, y 0.0 % no especificado.
El porcentaje de población afiliada a servicios de salud es de 83.5 %. El 2.2 % se encuentra afiliada al IMSS, el 93.3 % al INSABI, el 3.4 % al ISSSTE, 2.7 % IMSS Bienestar, 0.1 % a las dependencias de salud de PEMEX, Defensa o Marina, 0.2 % a una institución privada, y el 0.2 % a otra institución. El porcentaje de población con alguna discapacidad es de 6.5 %. El porcentaje de población según situación conyugal, el 31.5 % se encuentra casada, el 29.5 % soltera, el 27.2 % en unión libre, el 5.8 % separada, el 0.2 % divorciada, el 5.8 % viuda.
Para 2020, el total de viviendas particulares habitadas es de 4878 viviendas, representa el 0.6 % del total estatal. Con un promedio de ocupantes por vivienda 3.2 personas. Predominan las viviendas con tabique y block. En el municipio para el año 2020, el servicio de energía eléctrica abarca una cobertura del 98.0 %; el servicio de agua entubada un 43.4 %; el servicio de drenaje cubre un 90.5 %; y el servicio sanitario un 94.9 %.

### Localidades
Para el año 2020, de acuerdo al Catálogo de Localidades, el municipio cuenta con 76 localidades.
| Código INEGI | Localidad                | Población (2020) | Porcentaje (%) | Ámbito Población | Categoría Población |
| ------------ | ------------------------ | ---------------- | -------------- | ---------------- | ------------------- |
| 130490001    | Pisaflores               | 2428             | 12.968         | Urbana           | Cabecera municipal  |
| 130490004    | La Ameca                 | 1025             | 5.475          | Rural            | Comunidad           |
| 130490016    | Chalahuite               | 999              | 5.336          | Rural            | Comunidad           |
| 130490039    | El Rayo                  | 967              | 5.165          | Rural            | Comunidad           |
| 130490005    | El Amolar                | 838              | 4.476          | Rural            | Comunidad           |
| 130490023    | Gargantilla              | 776              | 4.145          | Rural            | Comunidad           |
| 130490006    | La Arena                 | 651              | 3.477          | Rural            | Comunidad           |
| 130490029    | Las Moras                | 600              | 3.205          | Rural            | Comunidad           |
| 130490043    | San Pedro Xochicuaco     | 562              | 3.002          | Rural            | Comunidad           |
| 130490034    | La Peña                  | 534              | 2.852          | Rural            | Comunidad           |
| 130490019    | Escondida de San Rafael  | 494              | 2.638          | Rural            | Ranchería           |
| 130490024    | Guayabos                 | 448              | 2.393          | Rural            | Ranchería           |
| 130490007    | El Bonigu                | 400              | 2.136          | Rural            | Ranchería           |
| 130490017    | Chalahuitito             | 395              | 2.110          | Rural            | Ranchería           |
| 130490008    | El Caracol               | 395              | 2.110          | Rural            | Ranchería           |
| 130490040    | San Rafael               | 373              | 1.992          | Rural            | Ranchería           |
| 130490041    | Tlacuilola               | 357              | 1.907          | Rural            | Ranchería           |
| 130490022    | El Garabato              | 330              | 1.763          | Rural            | Ranchería           |
| 130490026    | La Laguna                | 330              | 1.763          | Rural            | Ranchería           |
| 130490042    | Tripuente                | 327              | 1.747          | Rural            | Ranchería           |
| 130490038    | Rancho Nuevo             | 309              | 1.650          | Rural            | Ranchería           |
| 130490071    | Palmitas                 | 296              | 1.581          | Rural            | Ranchería           |
| 130490015    | La Crucita               | 289              | 1.544          | Rural            | Ranchería           |
| 130490033    | La Pechuga               | 280              | 1.495          | Rural            | Ranchería           |
| 130490010    | Cerro Grande             | 254              | 1.357          | Rural            | Ranchería           |
| 130490045    | Zapotal de Moras         | 235              | 1.255          | Rural            | Ranchería           |
| 130490047    | Plan de Ayala            | 207              | 1.106          | Rural            | Ranchería           |
| 130490037    | Puerto Obscuro           | 207              | 1.106          | Rural            | Ranchería           |
| 130490028    | Miraflores               | 179              | 0.956          | Rural            | Ranchería           |
| 130490076    | El Nogal                 | 175              | 0.935          | Rural            | Ranchería           |
| 130490080    | Plan de Zapotal          | 166              | 0.887          | Rural            | Ranchería           |
| 130490014    | El Coyol                 | 164              | 0.876          | Rural            | Ranchería           |
| 130490009    | Casas Viejas             | 153              | 0.817          | Rural            | Ranchería           |
| 130490011    | Cerro de Guadalupe       | 148              | 0.790          | Rural            | Ranchería           |
| 130490012    | Cerro del Carmen         | 148              | 0.790          | Rural            | Ranchería           |
| 130490020    | La Escondida de lo Verde | 147              | 0.785          | Rural            | Ranchería           |
| 130490044    | El Zacatal               | 142              | 0.758          | Rural            | Ranchería           |
| 130490077    | Piedra Ancha             | 141              | 0.753          | Rural            | Ranchería           |
| 130490027    | El Limoncito             | 140              | 0.748          | Rural            | Ranchería           |
| 130490035    | Pie de la Cuesta         | 126              | 0.673          | Rural            | Ranchería           |
| 130490003    | El Álamo                 | 125              | 0.668          | Rural            | Ranchería           |
| 130490025    | El Higuerón              | 122              | 0.652          | Rural            | Ranchería           |
| 130490059    | San Vicente              | 111              | 0.593          | Rural            | Ranchería           |
| 130490087    | El Chinillal             | 107              | 0.571          | Rural            | Ranchería           |
| 130490048    | El Petatillo             | 105              | 0.561          | Rural            | Ranchería           |
| 130490021    | La Florida               | 94               | 0.502          | Rural            | Ranchería           |
| 130490031    | La Palma                 | 89               | 0.475          | Rural            | Ranchería           |
| 130490078    | El Platanito             | 81               | 0.433          | Rural            | Ranchería           |
| 130490036    | Poza Amarilla            | 81               | 0.433          | Rural            | Ranchería           |
| 130490070    | La Hormiga               | 77               | 0.411          | Rural            | Ranchería           |
| 130490030    | Ojo de Agua              | 77               | 0.411          | Rural            | Ranchería           |
| 130490075    | El Naranjal              | 62               | 0.331          | Rural            | Ranchería           |
| 130490018    | El Durazno               | 51               | 0.272          | Rural            | Ranchería           |
| 130490067    | El Dexthi                | 42               | 0.224          | Rural            | Ranchería           |
| 130490064    | Cuartel Morelos          | 39               | 0.208          | Rural            | Ranchería           |
| 130490050    | El Cuamirro              | 35               | 0.187          | Rural            | Ranchería           |
| 130490061    | La Tinaja                | 31               | 0.166          | Rural            | Ranchería           |
| 130490053    | El Pemuche               | 30               | 0.160          | Rural            | Ranchería           |
| 130490069    | Puerto Enebro            | 29               | 0.155          | Rural            | Ranchería           |
| 130490081    | El Plan                  | 27               | 0.144          | Rural            | Ranchería           |
| 130490052    | El Aguacate              | 23               | 0.123          | Rural            | Ranchería           |
| 130490046    | El Chililite             | 22               | 0.118          | Rural            | Ranchería           |
| 130490085    | Cuartel Escamilla        | 21               | 0.112          | Rural            | Ranchería           |
| 130490056    | El Cedral                | 21               | 0.112          | Rural            | Ranchería           |
| 130490055    | Agua del Mono            | 19               | 0.101          | Rural            | Ranchería           |
| 130490032    | Palmitas                 | 12               | 0.064          | Rural            | Ranchería           |
| 130490065    | La Palma (Los Chivos)    | 11               | 0.059          | Rural            | Ranchería           |
| 130490062    | Villeda                  | 11               | 0.059          | Rural            | Ranchería           |
| 130490054    | El Pescadito             | 8                | 0.043          | Rural            | Ranchería           |
| 130490079    | La Presa                 | 8                | 0.043          | Rural            | Ranchería           |
| 130490072    | Lagunita del Cerro       | 8                | 0.043          | Rural            | Ranchería           |
| 130490013    | La Ciénega               | 3                | 0.016          | Rural            | Ranchería           |
| 130490084    | El Algodonal (La Minita) | 2                | 0.011          | Rural            | Ranchería           |
| 130490057    | La Cueva                 | 2                | 0.011          | Rural            | Ranchería           |
| 130490082    | El Sancudo               | 1                | 0.005          | Rural            | Ranchería           |
| 130490060    | La Sierra                | 1                | 0.005          | Rural            | Ranchería           |

## Política
Se erigió como municipio el 25 de agosto de 1877. El Ayuntamiento está compuesto por: un presidente municipal, un síndico, nueve regidores y, cincuenta y siete delegados municipales. De acuerdo al Instituto Nacional electoral (INE) el municipio está integrado por veinte secciones electorales, de la a 0962 a la 0981. Para la elección de diputados federales a la Cámara de Diputados de México y diputados locales al Congreso de Hidalgo, se encuentra integrado al distrito electoral federal 2 de Hidalgo y al distrito electoral local 1 de Hidalgo. A nivel estatal administrativo pertenece a la Macrorregión IV y a la Microrregión XIX, además de a la Región Operativa XIII Tepehuacán.

### Cronología de presidentes municipales
| Periodo                  | Nombre                        | Afiliación política        |
| ------------------------ | ----------------------------- | -------------------------- |
| 1877-1878                | Joaquín Rubio                 | -                          |
| 1878-1880                | Lázaro Rubio                  | -                          |
| 1880-1882                | Guadalupe Méndez              | -                          |
| 1882-1884                | Mucio Rubio                   | -                          |
| 1884-1886                | Timoteo Rubio                 | -                          |
| 1886-1887                | Maximino Ángeles              | -                          |
| 1887-1888                | Damián Rubio                  | -                          |
| 1888-1890                | Tiburcio Martínez             | -                          |
| 1890-1892                | Margarito Mata                | -                          |
| 1892-1894                | Severo Rubio                  | -                          |
| 1894-1896                | Evaristo Alvarado             | -                          |
| 1896-1898                | José Ma. Méndez               | -                          |
| 1898-1900                | Atanasio Aquino               | -                          |
| 1900-1902                | Faustino Solano               | -                          |
| 1902-1904                | Evaristo Alvarado             | -                          |
| 1904-1906                | Leonardo Rubio                | -                          |
| 1906-1908                | Rafael Rubio y Morales        | -                          |
| 1908-1910                | Lucio Valladares              | -                          |
| 1910-1912                | Crisóforo Rubio               | -                          |
| 1912-1913                | Baren Alvarado                | -                          |
| 1914                     | No hubo autoridades           | Com. Mil.                  |
| 1915                     | Mayor Teodoro Silva           | Com. Mil.                  |
| 1916                     | José Ma. Méndez               | Com. Mil.                  |
| 1917                     | Fausto Cruz Morales           | -                          |
| 1918-1919                | Noradino Rubio Ortiz          | -                          |
| 1920                     | Francisco Rubio               | -                          |
| 1921                     | Fausto Cruz Morales           | -                          |
| 1922                     | José Ma. Méndez               | Com. Mil.                  |
| 1923                     | Rodolfo Rubio                 | -                          |
| 1924-1925                | Celso Rubio Ramos             | -                          |
| 1926                     | Ignacio Trejo                 | -                          |
| 1927                     | Macedonio Ibarra              | -                          |
| 1928-1930                | Epigmenio Chávez              | -                          |
| 1930-1932                | Félix Méndez                  | -                          |
| 1932-1934                | Camerino Trejo                | -                          |
| 1934-1936                | Segundo López                 | -                          |
| 1936-1938                | Reyes Lamarca Manning         | -                          |
| 1938-1940                | Ignacio Trejo                 | -                          |
| 1940-1942                | Luis F. Flores                | -                          |
| 1942-1944                | J. Refugio Hernández          | -                          |
| 1944                     | Donaciano Morelos             | -                          |
| 1945-1947                | Augusto Ramírez Peñafiel      | -                          |
| 1947-1949                | Francisco M. Lona             | -                          |
| 1949-1952                | J. Refugio Hernández          | -                          |
| 1952-1955                | Lamberto Ramírez              | -                          |
| 1955-1958                | Irene Flores                  | -                          |
| 1958-1961                | Zeferino Martínez             | -                          |
| 1961-1964                | Irán Rubio E. de los Monteros | -                          |
| 1964-1967                | Lamberto Ramírez              | -                          |
| 1967-1969                | Maximiliano Lamarca C.        | -                          |
| 1970-1973                | Alfonso Trejo Sánchez         | -                          |
| 1973-1976                | Alfonso Fernández Baeza       | -                          |
| 1976-1979                | Simón Bahena Reyes            | -                          |
| 1979-1982                | Bartolo López Hernández       | -                          |
| 1982-1985                | Hermelindo González Ramírez   | -                          |
| 1985-1988                | Julián Martín García          | -                          |
| 1988-1991                | Valentín Reséndiz Pérez       | -                          |
| 1991-1994                | Paciano Montes Ponce          | -                          |
| 16/01/1994 al 15/01/1997 | Venancio Acuña Salinas        | PRI                        |
| 16/01/1997 al 15/01/2000 | Telesforo Martel Hernández    | PRI                        |
| 16/01/2000 al 15/01/2003 | Arnulfo Arroyo Sagahón        | PRI                        |
| 16/01/2003 al 15/01/2006 | Felipe Cervantes Cruz         | PAN                        |
| 16/01/2006 al 15/01/2009 | Vicente García Torres         | PRI                        |
| 16/01/2009 al 15/01/2012 | Renato Acuña Salinas          | PRI                        |
| 16/01/2012 al 04/09/2016 | José Luis Dávalos López       | Hidalgo nos Une            |
| 05/09/2016 al 04/09/2020 | Zoyla Nochebuena Rivera       | PRI                        |
| 05/09/2020 al 14/12/2020 | Roberto Méndez Hernández      | Concejo municipal Interino |
| 15/12/2020 al 23/11/2022 | Luis Francisco González Garay | PRI                        |
| 26/01/2023 al 04/09/2024 | Ricardo García Torres         | PRI                        |
| 05/09/2024 al 04/09/2027 | Miguel Bahena Solórzano       | PVEM                       |

## Economía
En 2015 el municipio presenta un IDH de 0.612 MEDIO, por lo que ocupa el lugar 77.º a nivel estatal; y en 2005 presentó un PIB de $441,231,092.00 pesos mexicanos, y un PIB per cápita de $25,632.00 (precios corrientes de 2005).
De acuerdo con el Consejo Nacional de Evaluación de la Política de Desarrollo Social (Coneval), el municipio registra un Índice de Marginación Alto. El 47.4% de la población se encuentra en pobreza moderada y 30.9% se encuentra en pobreza extrema. En 2015, el municipio ocupó el lugar 73 de 84 municipios en la escala estatal de rezago social.
A datos de 2015, en materia de agricultura en este municipio se cultivan los árboles frutales como la papaya, mandarina, tamarindo, mango, aguacate, chico zapote, limón y guayaba; también calabazas, chayote, quelite, nopales, verdolagas, chile, jitomate, tomate de cáscara, lechuga, rábano, cilantro. Además, en gran parte del se lleva a cabo el cultivo de semillas como el maíz, frijol, tabaco, garbanzo y haba. En ganadería se caracteriza porque únicamente se realiza la cría de los animales de establo los cuales son para el consumo local como son: las vacas, mulas, caballos, burros, borregos, puercos y bueyes. En silvicultura podemos encontrar el cedro rojo, el blanco, el palo de rosa, palo escrito, encino, mora, somerio, chijol y ceiba.
Para 2015 existen 202 unidades económicas, que generaban empleos para 547 personas. En lo que respecta al comercio, se cuenta con un tianguis, veintitrés Diconsa y ocho tiendas Liconsa. De acuerdo con cifras al año 2015 presentadas en los censos económicos del INEGI, la Población Económicamente Activa (PEA) del municipio asciende a 4195 personas de las cuales 3777 se encuentran ocupadas y 418 se encuentran desocupadas. El 49.19% pertenece al sector primario, el 16.20% pertenece al sector secundario, el 31.03% pertenece al sector terciario y 3.58% no especificaron.